# Dar'ja Pisarenko
Dar'ja Aleksandrovna Pisarenko, coniugata Evtuchova (in russo Дарья Александровна Писаренко-Евтухова?; Tula, 22 aprile 1991), è una pallavolista russa.
Gioca nel ruolo di schiacciatrice.

## Carriera
Ha giocato per il Volejbol'nyj klub Uraločka e lo Ženskij volejbol'nyj klub Fakel. Con la nazionale russa ha partecipato al Campionato europeo femminile under 19 di pallavolo 2008.
Ha partecipato anche con la squadra russa alle Universiadi del 2011 e del 2015. Nel 2011 la squadra si è aggiudicata la medaglia di bronzo e nel 2015 quella d'oro.

## Palmarès

### Nazionale (competizioni minori)
- Campionato europeo under 19 2008
- Universiade 2011
- Universiade 2015